# 公司秘書
公司秘書，董事會秘書 (company secretary 或 corperate secretary)，部分企業稱為治理長，是企業中的專業行政人員。嚴格來講，公司秘書是美、英、香港、新加坡等資本市場中的一個法定職位，角色如執行董事之一，協助企業有效率的管治，協調和幫助各部門遵守當地公司法规，及向董事會提供法定要求的訊息。公司秘書於商業社會中為良好管治的思想核心，於公司董事決策或討論業務發展時提供專業協助。公司秘書屬於特許秘書 (chartered secretary)專業，可考取專業資格，亦得由會計師或律師等專業人士兼任。

## 公司秘書的工作及職責
公司秘書的工作於公司的方向、管治、行政及管理都是不可或缺的。公司秘書的責任很廣泛，範圍包括行政，例如人事管理、公司帳目管理、籌組股東周年大會、公司業績報告，確保董事局及管理階層的利益申報和披露符合法規、或向董事提出良好的公司管治手法等等。
公司秘書不僅與公司董事、經理及股東緊密合作，還要與政府中各個規管公司經營的部門，交流與溝通：
- 以香港為例，秘書須與例如公司註冊處、稅務局、證監會及香港交易所等機構溝通。
- 以新加坡為例，秘書須恆常於僱主之公司常駐作業，並與例如會計與企業管制局、新加坡國內稅務局、新加坡金融管理局及新加坡交易所，甚至新加坡共和國武裝部隊（役男事宜）等機構溝通。

## 入行需具備條件
公司秘書需要經常和董事會主席及其成員接觸，所以必須具有自信、良好溝通技巧和人際關係。此外，由於上市公司董事會的部份會議內容，隨時會引起股價波動，所以保密及操守方面尤其重要。公司秘書須有策略和營運管理、稅務、會計、司法、企業管治、企業管理及公司財務管理等專業知識。

## 公司秘書的事業發展空間及晉升機會

### 香港
由於規管架構愈趨複雜，兼且對良好管治的意識趨強，公司秘書的角色在中港兩地日益重要。香港的公司法要求所有在本港註冊的公司都必須有一位公司秘書，而沒有合資格的公司秘書的註冊公司均不能於香港證券交易所上市。預期香港註冊及上市的公司會持續增長，對公司秘書的要求亦會相應增加。
現時香港有千多間上市公司，由於上市公司業務廣泛加上龐大架構，集團內有一定數目的公司，所以一般都設有公司秘書部門，所以公司秘書是供不應求。而內地未來亦將會有更多企業來港上市，對公司秘書的需求亦將會增加。
於晉升機會方面，由於經常接觸董事會主席和其成員及公司內部資料，公司秘書可作為一個門檻，晉升至高級管理階層，甚至有機會獲邀加入董事局。此外，特許秘書專業資格也可作為個人晉升成為高級行政人員之途徑。
2021年7月，香港特許秘書公會易名為香港公司治理公會。

## 相關職稱
- 特別助理；特助：特別之處，是上司的代理人、策略軍師，甚至是企業的接班人。
  - Special Assistant 也翻譯成特別助理，但屬於低階特助。美國白宮總統辦公室中，總統助理共分為三個等級，依序為：Assistant to the President、Deputy Assistant to the President 和 Special Assistant to the President。Special Assistant 是當中位階最低的。
- 行政助理：約等同秘書角色，但可能是配屬在部門之下，而沒有跟隨專屬上司。並非公司秘書。

## 相關
- 公司治理

## 外部連結
- 香港特許秘書公會(中國及香港) （页面存档备份，存于）